# Domingo Báñez
 (décembre 2020).
Si vous disposez d'ouvrages ou d'articles de référence ou si vous connaissez des sites web de qualité traitant du thème abordé ici, merci de compléter l'article en donnant les références utiles à sa vérifiabilité et en les liant à la section « Notes et références ».

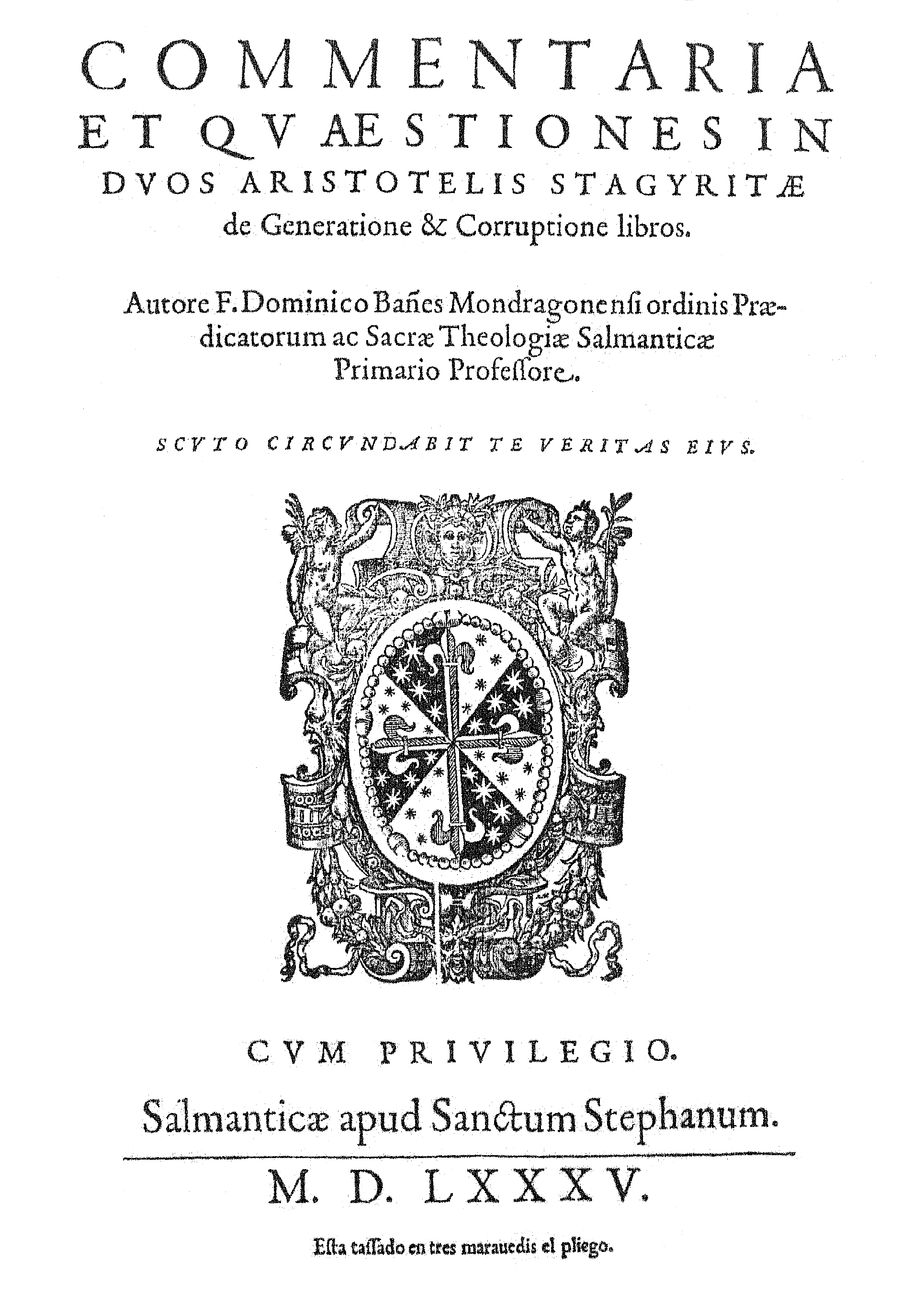
Commentaria et quaestiones in duos Aristotelis Stagyritae De generatione & corruptione libros (1585).

Domingo Báñez, (Valladolid, 29 février 1528 - Medina del Campo, 22 octobre 1604) est un frère dominicain et théologien espagnol.

## Biographie
En 1542, il va à Salamanque pour y étudier les arts. En 1546, il entre au couvent San Esteban de Salamanque, centre intellectuel prestigieux du fait du rayonnement de Francisco de Vitoria et de Domingo de Soto, entre autres. Il étudie la théologie de 1548 à 1552 avec Melchor Cano et Pedro de Sotomayor.
En 1552, il commence à enseigner les arts à San Esteban. Entre 1555 et 1561, il est lecteur en théologie. On l'envoie alors à Ávila, au couvent dominicain Santo Tomás. c'est là qu'il rencontre Sainte Thérèse, envers laquelle il joue le rôle de directeur de conscience au milieu de ses projets de réforme. En 1573, il est nommé recteur du Collège San Gregorio de Valladolid.
En 1576, il passe devant le Tribunal du Saint-Office de l'Inquisition, en vue de l'obtention d'une chaire à Salamanque. C'est également durant ces années qu'il contribue à la réforme du calendrier grégorien. En 1580, il reçoit la chaire de théologie, la plus prestigieuse de l'Université de Salamanque, qu'il tiendra jusqu'en 1599.
C'est dans ces années d'enseignement qu'il publie ses œuvres principales, dont son commentaire de la Somme théologique de Saint Thomas. Il passe de nouveau devant l'inquisition, ayant été dénoncé par le frère Luis de León pour certaines affirmations sur la grâce et l'Eucharistie qui seraient proches des « erreurs de Luther ». Il est condamné à ne plus enseigner.
Il se retire à Medina del Campo en 1599, où il meurt en 1604.

## Pensée
Báñez fut des contributeurs majeurs aux différentes disputes sur la grâce qui ont éclaté en Espagne à la fin du XVIe siècle. En 1582 à Salamanque d'abord, où il prend part à celle qui a mené à la condamnation de Luis de León. En 1588 ensuite, lors de la parution de la Concordia de Luis de Molina, Báñez y mène l'opposition dominicaine au parti jésuite. Ensuite lors de la Congrégation De Auxiliis (Rome, 1598-1607), après que les Jésuites de Valladolid ont pris la défense de Molina. Il publie ainsi son Apologia Fratrum Predicatorum (1595), où il attaque conjointement Suárez et Molina. Il est important de noter que Báñez, bien qu'opposé aux Jésuites, est très loin de défendre un thomisme strict. Son souci de préserver une plus grande liberté à l'homme tout en insistant sur la prédétermination par la cause première le conduisent à développer une doctrine originale de la « prédétermination physique » pour expliquer les actes humains et une théorie des décrets divins prédéterminants (contre le « congruisme » moliniste) dans le domaine des futurs contingents. Il est également prompt à s'opposer à tous les thomistes qui le précèdent en réaffirmant la doctrine thomiste de la distinction réelle entre l'essence et l'existence et la plénitude de l'« actus entis ». Son ouvrage principal est son grand commentaire de la Summa de Thomas d'Aquin, dont certaines parties n'ont été éditées qu'au vingtième siècle : Scholastica commentaria in primam partem angelici doctoris S. Thomae (Venise, 1585-86 ; 1602 ; Douai, 1614).